# V Live
 V Live (estilizado como  VLIVE), a veces llamado  V App, fue un servicio de transmisión de video en vivo surcoreano que permitía a las celebridades con sede en el país transmitir vídeos en vivo por Internet. El streaming estuvo disponible en línea o en dispositivos móviles Android y iOS, con repeticiones antes disponibles en PC (ya no disponibles en algunos ordenadores debido a su utilización de Flash). La compañía era propiedad de Naver Corporation y fue lanzada a finales de agosto de 2015.

## Historia
En 2007, Naver Corporation lanzó su plataforma de vídeo, pero la disponibilidad era muy restringida y no estaba disponible en muchos países.
<>
A principios de agosto de 2015, Naver Corporation lanzó la aplicación de streaming en directo, V Live. La aplicación estaba originalmente disponible solo en Google Play Store para Android, pero fue lanzada más tarde en iTunes. La aplicación tenía como objetivo llegar a las bases de fanes internacionales, particularmente a las de Japón, China, Taiwán, Tailandia y Vietnam. Por lo tanto, no había restricciones de región y el sitio web tenía una variedad de opciones de idioma, como el inglés, el chino y el japonés.
Según Sensor Tower, la aplicación tuvo 200.000 descargas y ganó 600.000 dólares en agosto de 2017; en mayo de 2018, la aplicación V Live tuvo más de 1 millón de descargas en Google Play Store e iTunes.

## Servicios y características
V Live tiene más de 700 canales asociados a diferentes estrellas del K-pop, incluyendo Super Junior, BTS, Exo, Got7, TXT, Enhypen, Big Bang, Monsta X, T-ara, Blackpink, NCT, Twice, Stray Kids, Iz One, MAMAMOO, Itzy, Ateez, Astro e Infinite. V Live puede emitir programas que van desde sesiones de chat en directo con fans, actuaciones, reality shows y concursos de premios.
V Live facilita a los fans la interacción con la página web. Los usuarios reciben una alerta cuando un canal que siguen comienza una transmisión en vivo o sube nuevo contenido. Los usuarios también pueden comentar o enviar corazones en los vídeos, que el ídolo o los ídolos también pueden ver en tiempo real. Cada interacción contribuye al "chemi-beat" del usuario. El "chemi-beat" sigue la química del usuario con una celebridad. Los usuarios pueden aumentar su chemi-beat participando regularmente en un canal, activando notificaciones push y compartiendo vídeos. Tener un alto el "Chemi-Eat", aumenta las posibilidades de que el usuario gane un evento organizado por un ídolo.
A pesar de que los lives los han realizado en diferentes plataformas como su cuenta oficial de Instagram, la manera en que puedes estar pendiente de los VLives oficiales es a través de una aplicación llamada VLive, una vez que inicies sesión basta con seguir su canal principal y esta emitirá una notificación con cada información.

### V Live+ (Plus)
V Live+ se refiere a los tipos de contenido de pago que ofrecen contenido inédito, descargable y atendido por los fans. El contenido de V Live+ puede ser adquirido con las monedas V, que ascienden aproximadamente a 50 por US$1,
o se canjean usando un código presentado con una compra externa, como un álbum.

### CH+ (Channel+)
Algunos ídolos también ofrecen CH+, un canal premium al que solo se puede acceder con una suscripción. Los canales de CH+ pueden ser comprados con monedas de V en una base de 30 días, 3 meses, 6 meses o anual. Los canales de CH+ se diferencian de los canales regulares en que proporcionan emisiones, vídeos y posts ocultos.
Los reality shows que han salido al aire exclusivamente en V Live CH+ incluyen Real GOT7 y BTS: Bon Voyage.

### Stickers
Las pegatinas son elementos de imagen que pueden ser utilizados en el chat V Live. Algunos paquetes de pegatinas están restringidos a canales particulares y solo se pueden utilizar en los chats de estos canales.  Las pegatinas pueden ser compradas en la TIENDA usando monedas V. La mayoría de los paquetes de calcomanías son gratis o 150 monedas (US$1.99).

### Vi Lightstick (Lámpara de luz)
Vi Lightstick es un artículo digital que actúa como un icono especial de "corazón". El V Lightstick proporciona al usuario el doble de "corazones" cuando se toca, un efecto especial en pantalla cuando se alcanzan los hitos del corazón y un objeto interactivo tridimensional que representa el lightstick.  Los pases de 1 y 30 días están disponibles para su compra en la TIENDA por 50 y 150 monedas respectivamente.  Actualmente, el V Lightstick se puede utilizarse en la aplicación móvil y desde la computadora.
V Lightstick se presentó el 7 de diciembre de 2018 y originalmente, solo estaba disponible para BTS, GOT7, Monsta X, NU'EST W, y TWICE. El 27 de diciembre de 2018 V Live anunció la expansión de V Lightstick para incluir a Blackpink, iKon, Seventeen, Winner,  Astro y Cosmic Girls.

### V Fansubs
V Fansubs se refiere al servicio de subtitulado que permite a los usuarios enviar sus propias traducciones de subtítulos en idiomas extranjeros para los videos de V Live. Estos subtítulos son revisados por un equipo de V Fansubs antes de ser subidos a V Live. Esta característica de subtitulado ha sido un aspecto significativo del crecimiento de V Live, atrayendo a un gran número de fanes internacionales fuera de Corea del Sur.

### Chemi-beat
Chemi-beat se refiere al nivel de "química y ritmo" que tiene un usuario con un determinado canal. Esto corresponde a las cantidades de interacción que un usuario tiene con un determinado canal. Hay siete niveles de Chemi-beat que un usuario puede obtener. Además, todos los usuarios de cada canal son clasificados en base a su Chemi-beat. Estos rangos son actualizados diariamente y los usuarios TOP 100 son mostrados en la página principal de cada canal.
Aunque actualmente no hay beneficios adicionales basados en Chemi-beat, V Live ha declarado que tienen planes para proporcionar beneficios adicionales en el futuro.

### Premios
La plataforma celebra anualmente una premiación, llamados coloquialmente V Live Awards, para honrar a las personas y contenidos más populares del sitio web. Los premios principales, el Global Top 10 y el Rookie Top 5, se otorgan a los diez canales más populares de V Live, este último específicamente para los nuevos artistas. Los premios de popularidad adicionales se seleccionan a través de la votación en línea. Inicialmente, los quince canales realizaron una emisión individual en la que recibieron el premio,sin embargo, a partir de 2019, V Live comenzó a presentar los premios en una ceremonia titulada V Heartbeat.

### Influencia en Hallyu
V Live es un medio en el que las celebridades coreanas pueden llegar a una audiencia global y ha permitido a los fanes de habla no coreana de todo el mundo interactuar íntimamente con sus ídolos favoritos. Hay una comunidad en línea en V Live para traductores de fanes que crean subtítulos en el extranjero para que más gente pueda disfrutar del contenido en todo el mundo. Los traductores se clasifican por el número de líneas que han traducido. El proceso de subtitulado es fácil de usar para que los aficionados no necesiten conocimientos técnicos específicos. Se realizan concursos y eventos para fomentar el doblaje de los fanes. Por ejemplo, los traductores de fanes en el pasado han ganado monedas de V y videollamadas con sus ídolos favoritos. Debido a los traductores aficionados, algunos videos tienen hasta 17 opciones de subtítulos.
Según Alexa Internet, solo el 18% de los usuarios procede de Corea del Sur, mientras que el 9,4% procede de China, el 8,5% de Estados Unidos, el 5,9% de Indonesia y el 5,7% de Tailandia. El ranking global de Alexa de V Live es de 2,405 a enero de 2020, presentó una baja considerable en el ranking.
V Live ha colaborado con RBW Entertainment Vietnam (una subsidiaria de la compañía coreana de entretenimiento) para producir muchos programas basados en Vietnam. Además, V Live lanzó mini-conciertos especiales llamados "V Heartbeat" para conectar al K-pop y a la estrella del V-pop juntos. El primer espectáculo de apertura que invitaron a Winner a actuar en Vietnam.